# Дівчинка з торфовища Ухте

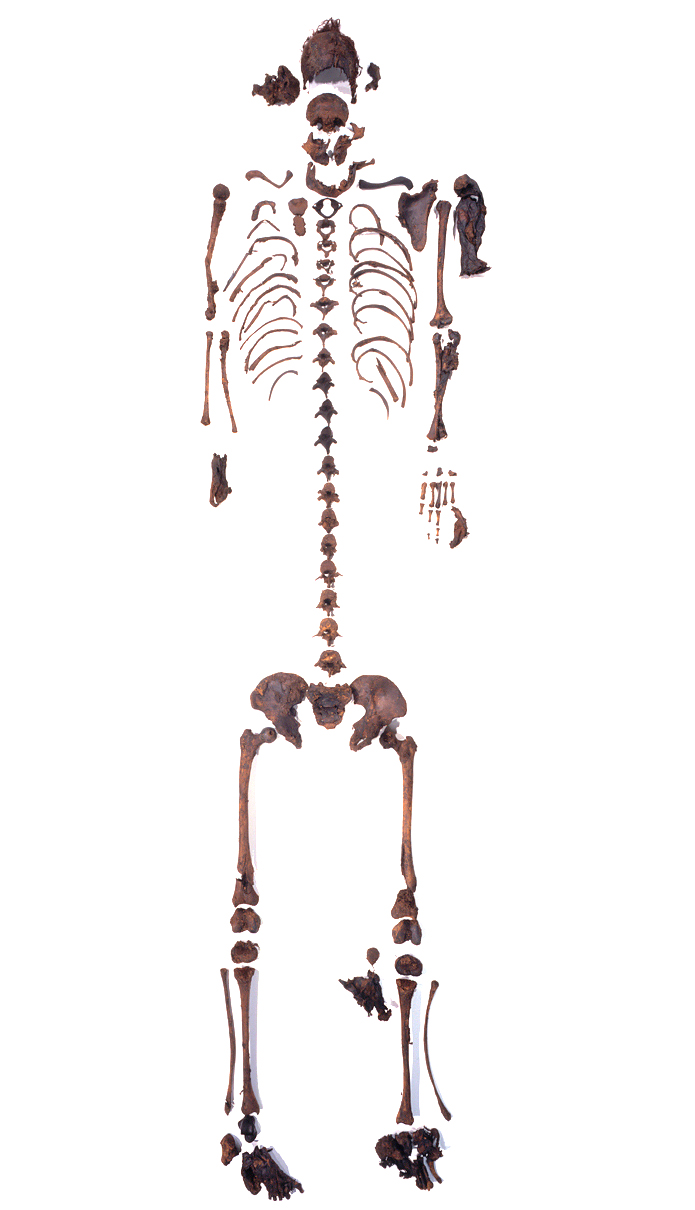
Скелет дівчини

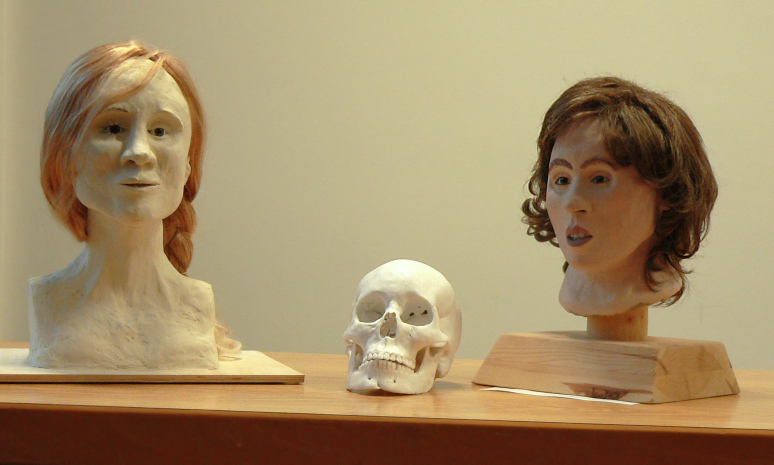
Дві реконструкції обличчя дівчини на основі 3-D реконструкції черепа, який показаний між ними.

Дівчинка з торфовища Ухте, також відома як Мора — назва, дана жіночим залишкам болотяного тіла залізної доби, виявленим в 2000 році в болотистій місцевості поруч Ухте в Німеччині. Залишки включають хребет, волосся і частинки черепа. Дослідження тіла почалося в 2005 році. Радіовуглецеве датування, виконане в Кільському університеті, показало, що Мора померла між 764 і 515 р. до н. е. Незважаючи на загальні практики поховання залізної доби, тіло не було піддано кремації. Було знайдено всі частини тіла, за винятком однієї лопатки.
До ДНК аналізу залишки спочатку вважали тілом шістнадцятирічної Elke Kerll, яка зникла у 1969 році після відвідин танцювального клубу.

## Дослідження
Як було визначено, на момент смерті Морі було від 17 до 19 років. Вона мала трохи руде волосся і була лівшею. Дослідники вважають, що дівчина займалася інтенсивною фізичною працею і, ймовірно, неодноразово переносила тягарі (швидше за все, глеки для води). За словами Saring Dennis з університетської клініки Гамбурга-Еппендорфа, Мора отримала щонайменше два часткові переломи черепа, які поступово загоїлися самі. Окрім того, вона страждала від тривалої хвороби, пов'язаної з труднощами довгої зими. Кісткові лінії росту показали, що в дитинстві і юності дівчина недоїдала. Також їй був поставлений діагноз доброякісної пухлини в основі черепа, що призвела до викривлення хребта і хронічного запалення в кістках ніг. Однак причина її смерті невідома. Встановлено лише, що дівчина була гола, коли її тіло опинилося в болоті.